# Dicranomyia grahamiana
Dicranomyia grahamiana är en tvåvingeart som först beskrevs av Alexander 1933.  Dicranomyia grahamiana ingår i släktet Dicranomyia och familjen småharkrankar. Inga underarter finns listade i Catalogue of Life.